# 蓬语
蓬语，或作捧語，是一种已灭绝缅语，曾分布在缅甸伊洛瓦底江上游河谷，新街以北。有南北两种方言。